# Jan Pieszczachowicz
Jan Wacław Pieszczachowicz (ur. 10 stycznia 1940 w Koprzywnicy koło Sandomierza) – polski krytyk literacki, publicysta i dziennikarz.

## Życiorys

### Praca zawodowa
W 1963 ukończył studia polonistyczne na Uniwersytecie Jagiellońskim, w czasie studiów był prezesem Koła Polonistów UJ. W latach 1963–1964 pracował jako redaktor w Wydawnictwie Literackim, w latach 1964–1968 był asystentem w Katedrze Literatury Polskiej Instytutu Filologii Polskiej UJ i równocześnie kierownikiem literackim Teatru 38. W 1967 należał do założycieli pisma "Student", w którym był kolejno sekretarzem redakcji (1967–1971), zastępcą redaktora naczelnego (1971–1974) i w latach 1974–1976 redaktorem naczelnym. W latach 1969–1971 pracował w Redakcji Literatury i Dramatu TVP w Krakowie. Od 1976 do 1980 był zastępcą redaktora naczelnego Wydawnictwa Literackiego. W 1981 należał do założycieli miesięcznika "Pismo" i do rozwiązania zespołu redakcyjnego w 1983 był jego redaktorem naczelnym. W latach 1983–1991 należał do kolegium redakcyjnego miesięcznika "Literatura", w latach 1984–1991 wchodził w skład redakcji kwartalnika "Kraków", w latach 1985–1995 był członkiem redakcji "Przekroju", od 1991 zastępcą redaktora naczelnego tego pisma. W 1995 został redaktorem naczelnym Oficyny Wydawniczej Fogra. W latach 2004–2017 był redaktorem naczelnym miesięcznika „Kraków”.

### Działalność społeczna
W latach 1971–1983 i 1983–1990 był członkiem Związku Literatów Polskich, w latach 1974–1976 wiceprezesem, w latach 1976–1983 prezesem Oddziału Krakowskiego ZLP, w latach 1976–1983 członkiem Zarządu Głównego ZLP. Był także członkiem Stowarzyszenia Dziennikarzy Polskich (1973–1982), Stowarzyszenia Dziennikarzy PRL (1982–1989), PZPR (1971-1990).

### Twórczość
Debiutował w Tygodniku Powszechnym w 1962. Do 1965 publikował tam recenzje pod pseudonimem "Jan Kulig". Publikował w wielu czasopismach, poza macierzystymi także we "Współczesności", "Życiu Literackim", "Echu Krakowa", "Nowych Książkach", jego debiutem książkowym był wydany w 1988 zbiór "Na widnokręgu historii. Szkice literackie", w kolejnych latach opublikował tomy "Pegaz na rozdrożu. Szkice o poezji współczesnej" (1991), "Walka z niebytem: o poezji Haliny Poświatowskiej" (1992), "Koniec wieku. Szkice o literaturze" (1994), "Wygnaniec w labiryncie XX wieku: poetyckie rodowody z dwudziestolecia" (1994), "Smutek międzyepoki: szkice o literaturze i kulturze" (2000), "Stanisław Vincenz – pisarz uniwersalnego dialogu" (2005), "Edward Stachura – łagodny buntownik" (2005), "Wirówka wartości: szkice o literaturze i kulturze" (2007), "Ku wielkiej opowieści: o życiu i twórczości Kornela Filipowicza" (2010), "Pisarze i książki: moje 70-lecie" (2013)

## Nagrody i odznaczenia
- Nagroda im. Kazimierza Wyki (1996)[2]
- Nagroda Miasta Krakowa (2010) – za dokonania w zakresie krytyki literackiej i redakcję pism społeczno-kulturalnych w dziedzinie kultury i sztuki[3]
- Nagroda Współczesności (1962)
- Srebrny Krzyż Zasługi
- Nagroda Życia Literackiego (1977) – za eseistykę krytycznoliteracką
- Złoty Krzyż Zasługi (1980)
- Nagroda Funduszu Literatury (1988) – za książkę "Na widnokręgu historii"
- Nagroda im. Kazimierza Wyki (1996)[2]
- Nagroda im. Klemensa Janickiego (1996)
- Krzyż Kawalerski Orderu Odrodzenia Polski (2000) – M.P z 2001, nr 2, poz. 39
- Nagroda krakowskiej filii Fundacji Kultury Polskiej (2006)
- Nagroda Miasta Krakowa (2010) – za dokonania w zakresie krytyki literackiej i redakcję pism społeczno-kulturalnych w dziedzinie kultury i sztuki[4].

- Srebrny Medal „Zasłużony Kulturze Gloria Artis” (2010)[5]